# Meżyriczka (hromada Wyszewyczi)
Meżyriczka (ukr. Межирічка) – wieś na Ukrainie, w obwodzie żytomierskim, w rejonie żytomierskim, w hromadzie Wyszewyczi. W 2001 liczyła 824 mieszkańców. W 2015 liczyła 824 mieszkańców.